# Estació de València-Quart
València-Quart va ser una estació de ferrocarril situada al municipi de València.
De senzilles línies neoclàssiques, va ser construïda en 1889 per la Companyia del Ferrocarril de València i Aragó com a capçalera d'una línia fèrria que pretenia enllaçar València amb la regió aragonesa ―tot i que finalment mai va passar de la població de Llíria―. L'estació es trobava situada en el n.º 195 del Carrer Quart al districte d'Extramurs, a certa distància del nucli urbà. A partir de 1940 els serveis ferroviaris de passatgers van començar a eixir de l'estació del Nord,[2] quedant València-Quart relegada com a dipòsit de material. En 1941, amb la nacionalització del ferrocarril d'ample ibèric, les instal·lacions van quedar integrades en la xarxa de RENFE. El complex de València-Quart va continuar sent utilitzat per a emmagatzemar material antic fins a 1946. L'edifici va ser derrocat en 1952.